# Напиткіна Галина Павлівна
Напиткіна Галина Павлівна (17 березня 1938) — майстер народного мистецтва, член Хмельницької спілки самодіяльності жінок-художниць «Дивоцвіт».

## Біографія
Народилася 17 березня 1938 року у м. Києві в родині вчителів.
В школу пішла у старовинному місті Кременці Тернопільської області, куди переїхала сім'я майстрині після війни. Галина Павлівна досі згадує свою вчительку початкових класів, котра привила їй любов до національної культури, навчила майстерно вишивати, берегти та примножувати традиції українського народу. Саме там вона побачила вперше ляльку в ошатному національному одязі і запам'ятала її.
Майстриня все своє життя присвятила дітям і завжди працювала з ними, намагаючись віддати їм якомога більше. Так сталося можливо через те, що виросла у сім'ї вчителів, де панував культ дитини, а можливо й тому, що власне дитинство припало на воєнні роки. Галина Павлівна згадує, як заворожено вона стежила за спритними руками сусідки, в руках якої купа кольорових клаптиків тканини за кілька хвилин перетворювалася на ляльку. Тоді це були єдині іграшки дівчаток, які вони безмежно любили й берегли.
Свою першу ляльку з ганчір'я Галина Павлівна зробила, коли їй було сім років. Вона не думала, що колись робитиме ляльки, справжні витвори декоративно-прикладного мистецтва, одягатиме їх в український народний одяг, вишиватиме їм сорочки та буде ткати запаски і плахти.
Понад сорок років Галина Павлівна живе у Хмельницькому. Отримавши спеціальність хіміка-біолога, вона довгий час вела гуртки юннатів та флористики у тодішньому Палаці піонерів, 20 років працювала у дитячому садочку вихователем. А коли вийшла на пенсію, нарешті змогла зайнятися улюбленою справою — вишивкою, ткацтвом і найбільше — виготовленням ляльки-мотанки.
У доробку авторки великих робіт немає. Дружня лялькова сім'я Галини Напиткіної нараховує 25 «діток», одягнених у вишиті сорочки, виткані плахти та прикрашені віночками і намистом. Усі її роботи є своєрідними етнографічними мініатюрами.
За останні роки традиційною іграшкою серйозно зацікавились народні майстри та професійні художники, оскільки процес створення такої ляльки включає в себе творчий пошук та дослідження.
Твори майстрині наразі є відомими не лише в Україні. Вони знаходяться в приватних колекціях у США та Канаді, Польщі та Угорщині.
Галина Павлівна Напиткіна — майстер народної ляльки, кандидат у члени Національної Спілки майстрів народного мистецтва України. У 2011 ро-ці Хмельницькою міською радою було призначено персональну стипендію як провідному митцю естетичного виховання м. Хмельницького

## Електронні ресурси
У Хмельницькому відкрито виставку ляльок [Електронний ресурс] // Всім: сайт. – Режим доступу: https://vsim.ua/Podii/u-hmelnitskomu-vidkrito-vistavku-lyalok-48375.html  – Назва з екрана. – Мова укр. – Дата звернення: 29.11.2016.